# Fritz Schwarz
Friedrich Josef Schwarz, detto Fritz (Garmisch, 14 agosto 1899 – Garmisch-Partenkirchen, 6 novembre 1961), è stato un bobbista tedesco.

## Biografia
Viene ricordato come vincitore di una medaglia d'oro nel bob a quattro, vittoria ottenuta ai campionati mondiali del 1934 (le due precedenti non si svolsero, edizione tenutasi a Garmisch-Partenkirchen, attuale Germania) insieme ai suoi connazionali Hanns Kilian, Hermann von Valta e Sebastian Huber
Totalizzarono un tempo migliore rispetto a quello della nazionale rumena (medaglia d'argento) e quella francese (medaglia di bronzo). Nella stessa edizione vinse anche una medaglia d'argento nel bob a due con Hermann von Mumm.